# The Dominant Need of the Needy Soul Is to Be Needed
The Dominant Need of the Needy Soul Is to Be Needed är David Sandströms andra studioalbum under eget namn, utgivet på skivbolaget Mofab 2004.

## Låtlista
1. "Cocaine in Your Cola"
2. "Shakey Heart"
3. "Cockroaches"
4. "Let the Song Begin"
5. "Counting the Ties"
6. "Fröjden eder med bävan"
7. "Rock in Motion"
8. "Kill Your Boyfriend"
9. "You Can't Prepare Your Pianos for This, There's No Grammar, There's Just Us"
10. "TJ Queen"
11. "The Sixties"

## Mottagande
Skivan snittar på 3,3/5 på Kritiker.se, baserat på fyra recensioner.

### Fotnoter
1. ↑  ”The Dominant Need of the Needy Soul Is to Be Needed”. Discogs.com. http://www.discogs.com/David-Sandstr%C3%B6m-The-Dominant-Need-Of-The-Needy-Soul-Is-To-Be-Needed/release/3304411. Läst 26 maj 2012.
2. ↑  ”The Dominant Need of the Needy Soul Is to Be Needed”. Kritiker.se. http://kritiker.se/skivor/david-sandstrom/the-dominant-need-of-the-needy-soul-is-to-be-needed/. Läst 26 maj 2012.